# Ratko Petrić
Ratko Petrić (Zadar, 12. svibnja 1941. − Zagreb, 12. listopada 2010.) je bio hrvatski akademski kipar.
Svojim je polustoljetnim djelovanjem hrvatsku kulturu i umjetnost zadužio u velikoj mjeri i na više načina. Bio je markantna pojava u domaćem umjetničkom prostoru, jedna od najzanimljivijih osobnosti naše umjetnosti, autor tipološki raznolika, ali po kvaliteti ujednačena opusa, autor goleme radne energije, duhovno i moralno koherentna opusa, stvaralac bogate maštovitosti, ekspresionističke napetosti i ludičkih poticaja, kipar koji unutar hrvatske likovne scene na prijelazu iz 1960-ih u 1970-e snažno afirmira novi autorski senzibilitet, autor morfološki i značenjski bogata rukopisa i individualizirane stilske izražajnosti i visokokultivirana likovno-formalnog izričaja, kao i visokih produkcijskih i prezentacijskih standarda. Svjesno se, strastveno i s nesmanjenim intenzitetom, izlažući samostalno i kao bijafranac, zalagao za suvremeni, aktualni i angažirani umjetnički aktivističko-interventni pristup i očitovao potrebu širega umjetničkog kontekstualiziranja svojih pregnuća u relaciji s važnim problemima doba u kojem živi i radi, prihvaćao izazove prostora i doba u kojemu živi i doticao sve ljudske i društvene proturječnosti, konflikte i problematske naboje svoje epohe. Skulpturu mu odlikuje zanimanje za socijalnu problematiku i angažiranu poruku. Najčuveniji je bio po provokativnim skulpturama, kao buntovnik i borac protiv licemjerja, pa njegov radikalizam, podrugljivost i otrovni humor nisu štedjeli nikoga, ni vlast, ni državu, niti kolege.
U njegovoj morfologiji smisao je i zadaća skulpture da žestoko reagira na širok spektar realija, na svekoliku živu materijalnu i duhovnu zbilju i sliku današnjice, lica i naličja ljudskog postojanja, pitanja suvremenoga humanizma u društvenome i kulturnom smislu. Skulptura, dakle, nije samo estetički predmet, lijepa stvar, nego joj je imanentan i kritički diskurs, „šaka u mnoge oči“ (Petrić), pa ona receptora ne smije ostavljati bez stava i suda, nego bi u njemu trebala buditi širok spektar individualnih emocionalnih reagiranja, socijalne emocije i asocijativnih sklopova. Njegov kiparski rukopis odlikuje i sklonost istraživanja osobitosti novih materijala. Skulpture je izrađivao od najčudnijeg materijala – kartona, žice, poliestera, platna i mesa, a zatim ih među prvima bojao kričavim bojama.
Tijekom bogate karijere bio je i inicijator brojnih fenomena i vrijednosti važnih za našu umjetnost i kulturu. Primjerice, suosnivač je Biafre, od 1990. uporno je ostvarivao projekt Aleje skulptura na Savskom nasipu – postavljeno je devet skulptura velikana hrvatskog kiparstva, a u drugoj fazi projekta trebala su biti postavljena i druga ostvarenja, u dvorcu Jakovlje godinama je održavao Međunarodnu kiparsku koloniju Jakovlje stvorivši prekrasni Međunarodni park skulptura Jakovlje koji danas posjeduje fundus od šezdeset djela domaćih i inozemnih autora svih naraštaja. 
Suprug hrvatske slikarice i esejistice Jadranke Fatur.